# Sudislau I de Pescóvia
Sudislau foi príncipe de Pescóvia. Foi preso por seu irmão o grão-príncipe Jaroslau I, o Sábio cerca de 1035. Foi libertado da prisão em 1059 e morreu como monge num mosteiro em Quieve em 1063.

## Vida
Sudislau foi filho mais jovem do grão-príncipe Vladimir I. O nome de sua mãe é desconhecida. Recebeu o Principado de Pescóvia de seu pai em 1014. Seu irmão, o grão-príncipe Jaroslau I, o Sábio encarcerou-o cerca de 1035. Por volta daquela época Sudislau era o único irmão vivo de Jaroslau que tentou assegurar a sucessão de seus próprios filhos.
Ficou cerca de 25 anos na prisão antes de seus sobrinhos — Iziaslau I, Esvetoslau II e Usevolodo I — libertarem-o em 1059. Ao ser libertado, Sudislau foi forçado a jurar um "juramento de fidelidade" para eles e manter "o hábito monástico", segundo a Crônica de Nestor. Sudislau se estabeleceu no Mosteiro de São Jorge em Quieve onde morreu em 1063.